# Abwasserleitung

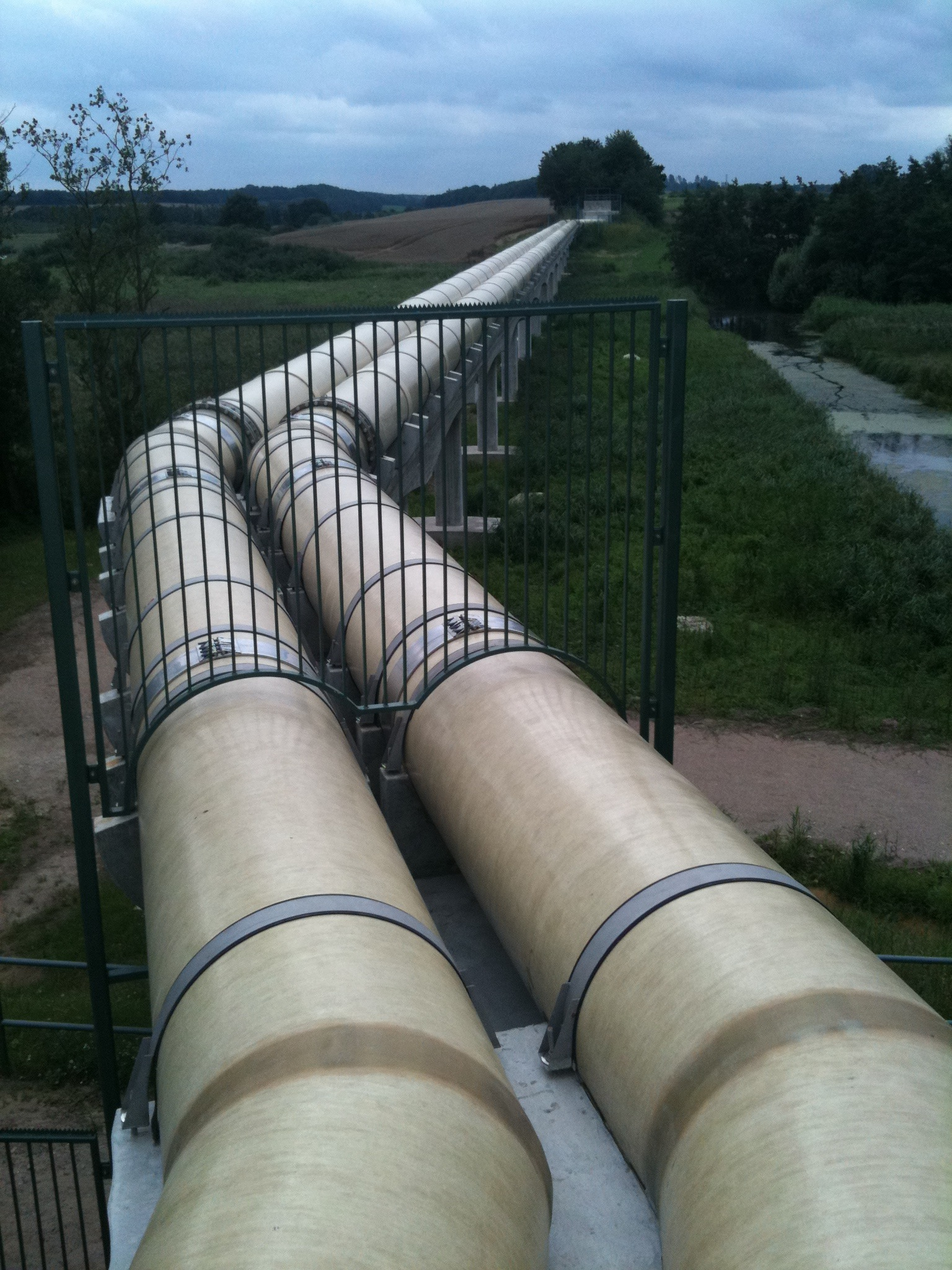
Schmutzwasser-Hauptsammler
für das Abwasser der Stadt Kiel

Abwasser- oder Entwässerungsleitungen sind Teil der Entwässerungsanlagen von Gebäuden oder befestigten Flächen. Im deutschen Sprachraum werden in der Gebäudetechnik Rohre aus Kunststoff oder Gusseisen verwendet, seltener aus rostfreiem Stahl, Faserzement, glasfaserverstärktem Kunststoff (GFK) oder Glas. Im öffentlichen Bereich werden außer Kunststoffrohren auch Rohre aus Beton und Keramik verwendet. Regenfallrohre werden auch aus verzinktem Stahlblech gefertigt.
Abwasserleitungen werden in Deutschland in der Regel nach DIN 1986-100 oder DIN EN 12056-2 geplant.

## Öffentliche Kanalisation
Das Leitungsnetz ist das Kanalnetz einer Stadt oder Gemeinde zur Entwässerung von Siedlungsräumen im Misch- oder Trennsystem. Beim Mischsystem gibt es einen gemeinsamen Kanal für Regen- und Abwasser, beim Trennsystem getrennte Kanäle für Regen- und Abwasser.
Ein Anschlusskanal ist eine Leitung vom öffentlichen Straßenkanal bis zur Grundstücksgrenze oder bis zum ersten Reinigungsschacht im Grundstück. In Deutschland beträgt die Nennweite DNmin (= Rohrdurchmesser) mindestens 15 cm.

## Gebäudeentwässerung
Anschlussleitungen verlaufen zwischen den Abläufen bzw. vom Geruchsverschlüssen (Siphons) der einzelnen Entwässerungsgegenstände (z. B.: Waschtisch, Badewanne etc.) und dem Anschluss an eine Fall-, Grund- oder Sammelleitung oder an eine Abwasserhebeanlage.
Wenn ein Bodenablauf vorhanden ist, der über Zulauföffnungen verfügt, können einzelne Entwässerungsgegenstände über Verbindungsleitungen auch an diesen angeschlossen werden. Dies hat den Vorteil, dass sich das Sperrwasser öfter erneuert und der Siphon von selten genutzten Bodenabläufen nicht austrocknet.
Eine Anschlussleitung wird in der Regel durch ein T-Stück mit 45°-Abzweig an eine Sammelleitung angeschlossen. Das T-Stück sollte hierbei weder flach liegen, noch sollte der Abzweig genau nach oben stehen; vorzuziehen ist ein im Winkel von 30° bis 45° schräg stehender Abzweig. Senkrecht nach oben stehen darf der Abzweig nur bei Sammelleitungen mit einem Durchmesser von wenigstens 100 mm und einem rechnerischen Abfluss aus der Anschlussleitung von weniger als 1 l/s. Soll der Abzweig flach liegen, so ist ein spezielles T-Stück mit exzentrischem Abzweig zu verwenden, damit sich die Sohle aller Rohrleitungen auf der gleichen Höhe befindet.
Einzelanschlussleitungen sind Anschlussleitungen, die nur mit einem einzigen Entwässerungsgegenstand verbunden sind, und verlaufen von dessen Ablauf bzw. Geruchsverschluss (Siphon) bis zum ersten T-Stück, an dem sich zwei Anschlussleitungen treffen, oder bis zum direkten Anschluss an eine Fall-, Grund- oder Sammelleitung.
Sammelanschlussleitungen nehmen das Abwasser mehrerer Einzelanschlussleitungen auf und münden in eine Fall-, Sammel- oder Grundleitung.
Fallleitungen (Fallrohre) sind senkrecht oder bis zu einer Neigung von 45° verlegte Leitungen, die durch ein oder mehrere Geschosse (innerhalb oder außerhalb eines Gebäudes) führen, über Dach belüftet werden und das Abwasser einer Grund- oder Sammelleitung zuführen.
Anschluss- und Sammelleitungen werden in der Regel im 87°-Winkel an die Fallleitung angeschlossen. Falls eine Anschluss- oder Sammelleitung mit (annähernd) gleichem Durchmesser in einem 45°-Winkel angeschlossen wird, so kann sich beim Einströmen größerer Wassermengen eine „Wasserglocke“ im Fallrohr bilden, welche die Druckverhältnisse im Rohr negativ beeinflusst.
Durch die Verwendung von 87°-Anschlüssen mit ausgerundeter oder angeschrägter Innenkante kann die maximale Abflussleistung des Rohrsystems erhöht werden.
Es ist darauf zu achten, dass unterhalb der Einleitung von fäkalienhaltigem Abwasser in eine Fallleitung weitere Einleitungen nicht dort positioniert werden, wo der Abwasserstrom in einem Winkel auf die Innenseite des Rohres trifft. Dies gilt ebenso unterhalb von Umlenkungen des Fallrohres. Durch den Anprall des Wassers können sich sonst im Laufe der Zeit auch an stumpfwinkligen Kanten von 45°-T-Stücken Ablagerungen ansammeln und zur Verstopfung des einmündenden Rohres führen.
Häufig trifft der Wasserstrom nach einer Umlenkung zunächst an der gegenüberliegenden Seite des Rohres auf und wird von dort wieder zur anderen Seite zurückgelenkt, bevor sich ein gleichmäßiger senkrechter Abfluss entlang der Rohrwandung einstellt. Es sollte daher entweder ein ausreichender Abstand eingehalten oder die Einmündung an einer nicht vom Flüssigkeitsstrom betroffenen Stelle positioniert werden.
Beim Übergang von der Fall- zur Grund- oder Sammelleitung sollten anstelle eines 90°-Bogens grundsätzlich zwei 45°-Bögen verwendet werden, um Verstopfungen und starke Geräuschentwicklung zu vermeiden. Bei einer über 10 m langen Fallleitung fordert die DIN 1986-100 in Kapitel 6.2.2 darüber hinaus ein zwischen den beiden 45°-Bögen eingefügtes 250 mm langes, gerades Zwischenstück.
Eine Sammelleitung ist eine freiliegende, horizontale Leitung zur Aufnahme des Abwassers aus Fallleitungen.
Grundleitungen sind auf einem Grundstück oder im Baukörper im Erdreich verlegte, horizontale Leitungen, die das Abwasser dem Anschlusskanal zuführen. DIN 1986-100 5.7: „Aus Gründen der Inspizierbarkeit und der einfachen Sanierungsmöglichkeit sollten Grundleitungen innerhalb von Gebäuden vermieden und stattdessen als Sammelleitungen verlegt werden. Dies gilt nicht nur für Gebäude ohne Keller; hier sollten die Grundleitungen möglichst kurz und geradlinig aus dem Gebäudebereich herausgeführt werden. Bei unterhalb der Rückstauebene liegenden Entwässerungsanlagen mit Anschluss an eine Abwasserhebeanlage oder einen Rückstauverschluss sollten Grundleitungen nur hergestellt werden, wenn der Anschluss an eine Sammelleitung nicht möglich ist (z. B.: Fußbodenabläufe, Duschen, Badewannen).“
Grundleitungen außerhalb von Gebäuden sollten in Deutschland in einer Tiefe von mindestens 80 cm verlegt werden, da diese Tiefe im Flachland als frostfrei gilt (in höheren Lagen kann die Frostgrenze auf 1,6 m absinken).
Richtungsänderungen und liegende Abzweige sind in einem Winkel von höchstens 45° auszuführen (einige Entwässerungsatzungen der Kommunen fordern 30°). Kanalanschlüsse erfolgen demgegenüber in der Regel im Winkel von 90° zur Kanalachse.
Die Dimensionierung von Grundleitungen erfolgt grundsätzlich nach den einschlägigen Normen. Unterhalb von Gebäuden spricht man von der Gebäudeentwässerung und es ist die DIN EN 12056 anzuwenden. Außerhalb von Gebäuden gilt die DIN EN 752 als Regelwerk für die Grundstücksentwässerung. Zur Dimensionierung der Grundleitung wird für beide Bereiche (unterhalb und außerhalb von Gebäuden) die DIN 1986 – Teil 100 angewandt. Die Schnittstelle zwischen der Entwässerungsanlage eines Gebäudes und des Kanalnetzes der Kommune ist in der Regel die Grundstücksgrenze. Für einen besseren Betrieb des öffentlichen Kanals gibt die Kommune jedoch in der Regel vor, in welcher Dimension der Revisionsschacht an das öffentliche Kanalnetz einzubinden ist. Die Mindestgröße beträgt DN150. Die Dimension der Grundleitung bis zum Revisionsschacht wird von einem Fachplaner hydraulisch berechnet. Das gilt sowohl für Leitungen unterhalb eines Gebäudes als auch außerhalb eines Gebäudes. Der Mindestdurchmesser (DNmin) beträgt in der Regel 100 mm, falls die Berechnung es zulässt sind auch 90, 80 und im Einzelfall sogar 70 mm möglich. Eine Überdimensionierung sollte unbedingt vermieden werden, um die Selbstreinigung der Grundleitung zu gewährleisten. Ein- und Zweifamilienhäuser sind bei üblicher sanitärer Ausstattung immer mit Grundleitungen der Nennweite DN100 an den Revisionsschacht einzubinden. Es kommt häufig zu Verwechslungen bei der Bezeichnung der Leitungsabschnitte, sodass Grundleitungen bereits vor dem Revisionsschacht auf größere Nennweiten erweitert werden, bei Einfamilienhäusern teilweise sogar auf Nennweite DN150.
Querschnittsverengungen sind grundsätzlich zu vermeiden. Querschnittserweiterungen sind so auszurichten, dass der Rohrscheitel höhengleich verläuft. Eine Ausnahme bilden Grundleitungen. Hier sollte die Sohle des Rohres ohne Höhensprung durchlaufen, um im Falle einer Inspektion die Kamerafahrt nicht zu behindern.
Unmittelbar in der Nähe einer Richtungsänderung sollte bei Grundleitungen eine rechteckige Reinigungsöffnung oder ein Kontrollschacht mit offenem Durchfluss vorgesehen werden.
Die DIN EN 1986-4 nennt in Tabelle 1 die für unzugänglich verlegte Leitungen wie Grundleitungen zu verwendenden Leitungsmaterialien.

### Gefälle, Fließgeschwindigkeit
Die DIN 1986 forderte vormals ein Gefälle von mindestens 2 % bei DN-100-, 1,5 % bei DN-150- und 1 % bei DN-200-Leitungen (bei Regenwasser stets 1 %).
Nach DIN EN 12056 und neuer DIN 1986-100 genügen in den meisten Fällen 0,5 % (0,5 cm/m) bei belüfteten und 1 % (1 cm/m) bei unbelüfteten Leitungen.
Das Mindestgefälle in Prozent entspricht bei erdverlegten Grundleitungen ab DN 250 dem Kehrwert der Nennweite (J = 100 / DN). Außerhalb von Gebäuden bzw. bei Mischwasserleitungen gilt dies nach DIN 1986-100 auch bereits für Leitungen mit geringerem Querschnitt.
Sammel- und Grundleitungen sollen nach EN 752 nicht mit einem Sohlgefälle zwischen 5 % und 100 % (entspricht 3° bis 45°) verlegt werden, da in diesem Bereich die Gefahr besteht, dass sich Feststoffe aufgrund der hohen Fließgeschwindigkeit aus der Flüssigkeit separieren und zurückbleibendes Material an der Rohrwandung anhaftet. Demgegenüber werden Feststoffe beim empfohlenen Gefälle zwischen 0,5 % und 2 % (bei Rohren ab 200 mm Nennweite) bzw. bis zu 5 % (bei Rohren bis 150 mm Nennweite) von der Flüssigkeit mitgeschwemmt. Größere Höhenunterschiede sollten durch einen abgetreppten Rohrverlauf (möglichst mit Kontroll- und Reinigungsöffnungen) oder durch einen sogenannten Absturz innerhalb eines Schachts überbrückt werden.
Manche Hersteller von Abwasserhebeanlagen empfehlen ein Mindestgefälle von 2 % im Zulauf.

#### Freigefälle-/Freispiegelentwässerung
Die Freigefälleentwässerung bzw. Freispiegelentwässerung ist der Normalfall, bei dem das Wasser sich innerhalb einer liegenden Leitung bzw. eines Kanalrohr selbsttätig fortbewegt, indem es einem Gefälle folgt, ohne dass es im Regelbetrieb hierbei zum Aufstau kommt oder sich innerhalb der Leitung nennenswerte Druckunterschiede ergeben.
Es handelt sich dabei um eine Schwerkraftentwässerung, bei der Gefällesprünge und Gegengefälle vermieden werden, die zur Aufstauung und zum Druckaufbau führen.
Freispiegelleitungen werden teilgefüllt betrieben, das heißt der Füllungsgrad einer Freigefälleleitung liegt in der Regel unter 1 (Füllhöhe h / Rohrinnendurchmesser di).
In Deutschland ist ein Füllungsgrad der Abwasserleitungen in Höhe von durchschnittlich 0,7 vorgesehen. (Hinter dem Anschluss einer Hebeanlage ist ein Füllgrad h/di von 1,0 zulässig.) Die Fließgeschwindigkeit v soll zwischen 0,7 m/s und 2,5 m/s liegen.
Um Fäkalien sicher abzutransportieren, ist eine gewisse Schwemmtiefe erforderlich, welche sich nach dem rechnerischen Füllungsgrad der Leitung bemisst. Der Füllungsgrad entspricht dem Verhältnis des Wasserstands (h) in der Leitung zum Innendurchmesser des Rohres (di).
Das Ausschwemmen der Fäkalien ist in der Regel gewährleistet, wenn der Füllungsgrad h/di 0,5 beträgt. Während des Entwässerungsvorgangs ist das Rohr dann zur Hälfte mit Wasser gefüllt.

#### Druckentwässerung
Der Füllungsgrad einer (Über-)Druckleitung liegt in der Regel bei annähernd 1 (Füllhöhe h / Rohrinnendurchmesser di).
Eine Entwässerung über Druckleitungen geschieht, wenn Hebeanlagen oder andere Pumpen zur Beförderung des Abwassers eingesetzt werden, sowie auch ohne Einsatz von Hilfsenergie als Schwerkraftentwässerung
- bei Dükern und
- bei Dachentwässerungen (z. B. Flachdachentwässerungen nach DIN EN 12056-3 und VDI-Richtlinie 3806), hier allerdings als Unterdruckentwässerung.

Die DIN EN 1986-4 beschränkt in Tabelle 1 die für Druckleitungen zu verwendenden Materialien auf Guss-Druckrohr, PP-Druckrohr mit Schweißverbindung (DIN 8077; DIN 8078; DVGW W 544), PE-Druckrohr, PVC-Druckrohr sowie nichtrostendes Stahldruckrohr.

### Be- und Entlüftung
Im Gegensatz zu den anderen Leitungstypen können Anschlussleitungen auch für Vollfüllung ausgelegt und so betrieben werden. Sie dürfen jedoch nicht mehr als drei 90°-Bögen enthalten. Eine nicht belüftete Anschlussleitung darf maximal 4 m lang sein und muss ein Gefälle von mindestens 1 % aufweisen. Die Höhe zwischen dem Geruchsverschluss und der Mündung in die Fallleitung darf nicht mehr als 1 m betragen. Lassen sich diese Bedingungen nicht erfüllen, muss unmittelbar hinter dem Geruchsverschluss ein Rohrbelüfter vorgesehen werden.
Eine belüftete Anschlussleitung darf bis 10 m lang sein und muss in einem Gefälle von mindestens 0,5 % verlegt werden. Die Höhe zwischen dem Geruchsverschluss und der Mündung in die Fallleitung darf nicht mehr als 3 m betragen.
Wenn die Anschlussleitung nicht an eine über Dach führende Lüftungsleitung angeschlossen werden kann, so kann das Auftreten von Unterdruck im Rohr durch den Einsatz eines Belüftungsventils vermieden werden.
Hierbei werden vom Hersteller teilweise weitergehende Anforderungen gestellt. In manchen Fällen soll das Ventil oberhalb der Anschlussleitung auf einem mindestens 10 cm (bei WC-Abflüssen 15 cm) langen vertikalen Rohrstück sitzen. Es soll höchstens 1 m tiefer als die Oberkante des nächstgelegenen Sanitärgegenstands (Waschtisch, Duschwanne etc.) und nicht weiter als 1,5 m von diesem entfernt liegen. Es soll senkrecht eingebaut und nicht überdeckt werden. Ein Zugang zur Wartung sowie ein Zustrom von Luft muss möglich sein und es ist gegen Frost zu isolieren.

### Dimensionierung
Typische Rohrdurchmesser von Einzelanschlussleitungen:
- Waschbecken (DIN 1986-100, Tab.6; Anschlusswert DU 0,5),[7] Wasch- und Spülmaschine DN 40. Bei großer Leitungslänge und schlechter Zugänglichkeit unter Umständen DN 50.
- Badewanne, Dusche (DIN 1986-100, Tab.6; Anschlusswert DU 0,6)[7] und Spülbecken im privaten Bereich DN 50. Bei geringem Verschmutzungsgrad (Handwaschbecken) oder guter Zugänglichkeit (geringe Länge, wenige Bögen, Reinigungsöffnungen) sowie Belüftung der Leitung ausnahmsweise auch DN 40.
- Urinal: DN 50. Bei wasserlosen Urinalen, geringer Spülmenge oder häufiger Benutzung besser DN 70 oder größer, um den Verschluss durch Urinstein hinauszuzögern.
- WC mit bis zu 6-Liter-Spülkasten: DN 90 (DIN 1986-100, Tab.6; Anschlusswert DU 2).[7] Nach Berechnung auch DN 80 (in Ausnahmefällen DN 70). Ab drei angeschlossenen Toiletten DN 100, jeweils bis max. 10 m Länge, drei 90°-Bögen und 1 m Höhenunterschied zwischen Einlauf und Mündung in Fallleitung oder alternativ in Sammel- bzw. Grundleitung größerer Dimension.

Allgemein dürfen unbelüftete Anschlussleitungen bis einschließlich DN 70 nur 4 m lang sein, drei 90°-Bögen enthalten und 1 m Höhenunterschied zwischen Einlauf und Mündung in Fallleitung überwinden oder alternativ in Sammel- bzw. Grundleitung größerer Dimension münden.

#### Sammelanschlussleitung
In Wohngebäuden und unter gewissen Umständen in öffentlichen Einrichtungen dürfen die Sammelanschlussleitungen nach DIN 1986-100, Tab.7 in DN 90 ausgeführt werden, sofern die Ablaufleistung der angeschlossenen Sanitärobjekte höchstens einen Anschlusswert DU von 13 l/s erreicht und nicht mehr als zwei WCs angeschlossen sind.

#### Fallleitung
Die Nennweite einer Fallleitung mit Hauptlüftung richtet sich entsprechend DIN 1986-100, Tab.8, nach der Summe der Anschlusswerte und dem Gebäudetyp.
Bei Verwendung von Abzweigen (T-Stücken), deren Abgang mit einem gewissen Radius an die Fallleitung anschließt, kann eine Fallleitung mit Hauptlüftung in DN 90 einen Schmutzwasserabfluss QWW von 3,5 l/s aufnehmen. Besitzen die T-Stücke der Abgänge hingegen scharfkantige Abzweige, soll der Schmutzwasserabfluss QWW 2,7 l/s nicht übersteigen.
Bei scharfkantigen Anschlüssen wird einlaufendes Wasser durch den Bewegungsimpuls oft durch den Rohrquerschnitt getragen. Entweder es prallt an die gegenüberliegende Wandung des Fallrohrs und läuft dort ab oder es verteilt sich, verschließt vorübergehend den Rohrquerschnitt und zieht die im Rohr enthaltene Luft mit herab. Dabei bildet sich oberhalb ein Unterdruck und unterhalb ein Überdruck. Demgegenüber folgt das Abwasser abgerundeten Einläufen und läuft an der unmittelbar darunterliegenden Rohrwandung ab. Der übrige Rohrquerschnitt bleibt frei und der Druckausgleich bleibt möglich.
Zur platzsparenden Anbindung der Anschlussleitungen sind spezielle Formstücke erhältlich. Ein Hosenrohr führt zwei benachbarte Fallrohre platzsparend zusammen. Während die Fallrohre meist parallel in ein Hosenstück geführt werden, treffen sie in einem „Y-Stück“ in einem Winkel aufeinander. Um jeweils ein Spülklosett beiderseits des Fallrohrs anschließen zu können, werden Formstücke mit zwei höhengleichen Anschlüssen angeboten, die sich entweder gegenüberstehen oder in einem Winkel von 90° zueinander angeordnet sind.
Erhältlich sind auch WC-Anschlussstücke mit einem zweiten unmittelbar darunterliegenden Einlauf, die den Anschluss einer bodenebenen Dusche ermöglichen, ohne in die Deckenebene eingreifen zu müssen.

### Reinigungsöffnungen
Als Reinigungsöffnungen zählen auch Rohrendverschlüsse (Stopfen) und Schächte mit offenem Durchfluss.
Reinigungsöffnungen sind am Übergang von senkrechten in liegende Leitungen vorzusehen. Ebenso alle 20 m in Grundleitungen und Sammelleitungen. Sofern keine Richtungsänderungen stattfinden, genügt ein Abstand von 40 bis 60 m.
In Grundleitungen sind Reinigungsöffnungen mit rechteckiger bzw. ovaler Öffnung vorzusehen.
Eine Reinigungsöffnung ist nahe der Grundstücksgrenze in einer Entfernung von höchstens 15 m vom öffentlichen Entwässerungskanal vorzusehen.
In Räumen, in denen Nahrungsmittel verarbeitet und gelagert werden, dürfen keine Reinigungsöffnungen installiert werden.

### Verlegung im Erdreich
Neu im Erdreich verlegte Leitungen sind nach den Richtlinien der DIN EN 1610 auf Dichtheit zu überprüfen. Die Prüfung kann mit Luft oder Wasser als Prüfmedium durchgeführt werden.

### Wanddurchführungen

#### Abdichtung des Gebäudeanschlusses
DIN EN 12056 und DIN 1986-100 fordern, im Erdboden gelegene Durchführung von Entwässerungsleitungen in Außenwänden wasser- und gasdicht auszuführen. Dies kann beispielsweise durch einen über das Rohr geschobenen Mauerkragen geschehen, der in der Wand mit Beton vergossen wird.
DIN 18195 beschreibt verschiedene Abdichtungsarten und legt Anforderungen für die Herstellung der Durchdringungen fest.

#### Setzungen
Häufig treten bei Neubauten sowie nach Verfüllungen noch Setzungen des Bauwerks bzw. des Füllmaterials auf.
Um entsprechend DIN EN 12056 und DIN 1986-100 eine Beschädigung der Entwässerungsleitung zu vermeiden, sollte das Rohr im Bereich der Hauseinführung mit einem weichen Material, z. B. einer Dämmung, ummantelt werden. Die Länge der Ummantelung soll der Rohrlänge entsprechen, für die ein Einfluss durch die Setzungsbewegung angenommen wird. Zur Ermittlung wird der Außendurchmesser des Rohrs zum Wert der erwarteten Setzung addiert, jeweils in Zentimetern. Aus der Summe wird die Wurzel gezogen und das Ergebnis verzehnfacht. Die Ummantelung soll zum Teil in der Wand und zum Teil im Erdreich liegen.

## Rohrsysteme
Rohre aus folgenden Werkstoffen sind nach DIN 1986-4 gegenüber saurem Kondensat uneingeschränkt beständig, welches insbesondere beim Betrieb von mit Gas oder Erdöl betriebenen Brennwertkesseln entsteht und abgeführt werden muss:
Steinzeug, Glas, Polyvinylchlorid (PVC), Polyethylen (PE), Polypropylen (PP), Styrol-Copolymerisate (ABS/ASA), Polyesterharz (UP) und nichtrostender Stahl.
Bei planmäßiger Verdünnung durch andere Abwässer können auch Rohre aus Faserzement, Gusseisen oder Stahl verwendet werden.
Abwasserrohre, die wie SML-Rohr nicht über angeformte Muffen verfügen, werden durch separate Steckmuffen oder Klemmschellen bzw. (Gummi-)Manschetten verbunden.

### Kunststoffrohr
Kunststoffrohre unterliegen einer deutlich größeren Wärmedehnung als Rohre aus anderen Werkstoffen. Insbesondere Rohre, die von erwärmtem oder erhitzen Wasser aus Küche, Bad und Waschküche durchflossen werden, dehnen sich spürbar aus. Wenn eine freie Ausdehnung des Rohres nicht möglich ist, kommt es zur Zwängung und Biegung der Rohre. Dies kann verhindert werden, indem den Rohren an Verbindungsstellen und Umlenkungen Bewegungsspielraum gelassen wird.
Wenn Abzweige im Verlauf der Rohrleitung vorhanden sind, müssen auch diese der Bewegung des Rohrs folgen können.
Um Problemen durch Zwängung vorzubeugen, empfehlen viele Hersteller von Kunststoffrohren, die Rohrenden generell nicht aneinander stoßen zu lassen, sondern einen Spielraum von rund 10 mm vorzusehen. Bei Muffenrohrsystemen wird dies erreicht, indem die Spitzenden nicht bis zum Anschlag in die Muffen geschoben werden. Manche Hersteller bringen eine Markierung an der Stelle an, an der die vorgesehene Einstecktiefe erreicht ist.
Stumpf gestossenen Rohre werden mit Klemmschellen verbunden. Hierbei gibt es Schellen, deren elastische Einlage eine Dehnungsbewegung der Rohre erlaubt und Schellen mit Krallen, welche die Rohre zugfest miteinander verbinden. Bei Fallrohren wird in der Regel pro Stockwerk eine feste Auflagerstelle vorgesehen, die ein Absacken des Rohrstrangs verhindert. Die übrigen Befestigungs- und Verbindungsstellen können dann flexibel ausgestaltet werden, um die Wärmedehnung zu erlauben. Bei verklebten oder verschweißten Rohren müssen Dehnstellen vorgesehen werden, die z. B. aus (Lang-)Muffen bestehen können.
Unterschieden werden die Rohre nach vorgesehenem Einsatzzweck:
- Gebäudeverlegte Rohrsysteme – Rohre für die Installation innerhalb von Gebäuden (Anschluss-, Sammel- und Fallleitungen) sollen bei Temperaturen bis 100 °C formbeständig bleiben und gegebenenfalls aus schalldämmendem Material bestehen. Insbesondere in der DDR wurden Rohre aus erhöht temperaturbeständigem PVC verwendet, die durch Erhitzen gebogen und aufgeweitet und an den Verbindungsstellen verklebt werden konnten. Heute wird fast ausschließlich temperatur- und schlagfestes PE- und seltener PP-Rohr eingesetzt, häufig mit Muffenverbindungen.
- Erdverlegte Rohrsysteme – Rohre für die Installation im Boden (Grundleitungen) werden robuster ausgeführt, um dem Erdruck zu widerstehen. Sie müssen weniger temperaturbeständig sein, da sich das ablaufende Wasser auf dem Weg bereits abgekühlt hat und eine Verformung der Rohre bei Erwärmung durch die Einbettung im Erdreich verhindert wird. Aus dem gleichen Grund braucht die Temperaturdehnung des Rohrs bei ringsum eingebettenen Rohren in der Regel nicht berücksichtigt werden. Sich aufbauende Spannungen nimmt das Rohr dann elastisch auf. Die Widerstandsfähigkeit des Rohrs gegenüber radialer (seitlicher) Verformung wird als Ringsteifigkeit bezeichnet. Verwendet werden überwiegend Rohre aus PVC, in Sonderfällen auch Rohre aus glasfaserverstärkten Kunststoffen.

Varianten und Bezeichnungen:
- HT-Rohre (Hochtemperatur-Rohre) bestehen aus meist hellgrau gefärbtem Polyethylen (PE) oder weißem Polypropylen (PP) und werden als Standard innerhalb von Gebäuden eingesetzt. Im Erdreich werden stattdessen die weniger temperaturbeständigen aber dickwandigeren KG-Rohre verwendet.
- PE-Rohre: Die meist schwarzen Rohre aus dickwandigem Polyethylen können innerhalb der Gebäudes sowie als Grundleitungen eingesetzt werden.
Verbindungstechnik: Spiegelschweißen der stumpfen Rohrenden; Elektro-Schweißmuffen; Steckmuffen; besonders schwere, schalldämmende Rohre können auch wie gußeisernes Rohr (SML-Rohr) durch Manschetten mit Edelstahl-Spannband oder -Klemmschellen verbunden werden, die für zugfeste Verbindungen mit Krallen ausgerüstet sind.[12]
- Schalldämmende Kunststoffrohre werden meist aus Polyethylen (PE)oder Polypropylen (PP) gefertigt. Die Emission von Luftschall wird meist durch größere Wandstärken und der Erhöhung der Dichte des Grundstoffs durch Beimischung von mineralischen Füllstoffen verringert.[13] Um Beständigkeit und Abriebfestigkeit der Oberflächen des Rohres nicht zu beeinträchtigen, wird das Rohr oft mehrschichtig gefertigt. An den Schnittstellen läßt sich teilweise erkennen, dass eine innere Lage aus mineralisch gefülltem Material beidseitig vom reinen Kunststoff umgeben ist.
- KG-Rohre (Kanalgrundrohre) bestehen traditionell aus orange-braun gefärbtem PVC. Haben eine größere Wandstärke als die hellgrauen HT-Rohre und werden vorwiegend als Grundleitungen eingesetzt. Da sie weniger schlagfest, UV- und temperaturbeständig sind, sollten sie nicht für freiliegende Fall- oder Sammelleitungen eingesetzt werden.
- KG2000-Rohre (Kanalgrundrohr 2000): Grundleitungen aus PP sind oft grün oder weiß gefärbt und sind meist schlagfester und UV- und temperaturbeständiger als KG-Rohre. Teilweise können sie zugleich auch als Fall- und Sammelleitung eingesetzt werden.
- GFK-Rohre (Glasfaser-Kunststoff-Rohre) besitzen i. d. R. eine hohe Stabilität und werden auch in sehr großen Durchmessern gefertigt. Die Innenbeschichtung kann nach der erforderlichen chemischen Beständigkeit ausgewählt werden.

- weichmacherfreies Polyvinylchlorid (PVC-U, PVC-HI) nach DIN 8062 und DIN 19531[14]
- chloriertes Polyvinylchlorid (PVC-C) nach DIN 8079[14] oder DIN 19538 (heißwasserbeständig)[15]
- Polypropylen (PP) nach DIN EN 1451-1, DIN 8077[14] oder DIN 19560 (heißwasserbeständig)[15]
- Polyethylen hoher Dichte (PE-HD) nach DIN 8074, DIN 19537-1[14] oder DIN 19535 (heißwasserbeständig)[15]
- Polyethylen niedriger Dichte (LDPE) nach DIN 19533 und DIN 8072[14]
- vernetztes Polyethylen (PE-X) nach DIN 16893[14]
- Acrylnitril-Butadien-Styrol (ABS) nach DIN 16891[14]
- Acrylester-Styrol-Acrylnitril (ASA) nach DIN 16891[14]
- Styrol-Copolymerisate (meist ABS) nach DIN 19561 (heißwasserbeständig)[15]
- Polybuten (PB) nach DIN 16969[14]
- glasfaserverstärktes Polyesterharz  nach DIN 19565[14]

### Stahl- und Gussrohr
- SML-Rohre (Super-Metallit-Lieferprogramm): Rohre aus Grauguss mit glatter Innenbeschichtung. SML-Rohr mit roter Außenbeschichtung ist nur bedingt korrosionsbeständig und wird nur innerhalb von Gebäuden eingesetzt. Zur Verlegung im Erdreich werden Rohre mit äußerer Korrosionsschutzbeschichtung angeboten. Die Rohre besitzen keine Muffen. Sie werden mit einem Rohrschneider mit drei gehärteten Schneidrädchen abgelängt, der um den Umfang des Rohrs bewegt wird, bis das Rohr absprengt. Die Verbindung der stumpfen Rohrenden erfolgt mit Klemmverbindern, die aus Gummimanschette und äußerem Spannring aus verzinktem oder Edelstahl bestehen. Eine zugfeste Verbindung der Rohre ist über Rohrverbinder mit gehärteten Krallen möglich, die in das Material greifen.
- GJS-Rohr (Sphärogussrohr), früher GGG-Rohre (globulare Grauguss-Rohre): Sie sind meist braun gefärbt und werden hauptsächlich erdverlegt als Druckrohr oder Freispiegelkanal zur Entsorgung von Brauchwasser eingesetzt. Sie sind meist verzinkt und besitzen eine Zementmörtel-(ZM)-Auskleidung.
 Als Rohrverbinder dienen Muffen mit einfachen Lippendichtungen, Krallendichtungen oder einer Kombination aus Lippendichtung und Keilen, wenn die Rohre zugfest verbunden werden sollen.
- Rohre aus rostfreiem Stahl werden bei besonderen Anforderungen an die Korrosionsbeständigkeit im Innen- und Außenbereich eingesetzt. Sie sind in der Regel mit den gängigen KG-Kunststoffrohren kombinierbar.

### Keramik-, Glas- und Betonrohr
- Steinzeug-Rohre werden außen- und innenseitig glasiert, sind meist dunkelbraun gefärbt und wesentlich schwerer und teurer als Kunststoffrohre. Mindestens bis in die 1960er Jahre wurden überwiegend keramische Grundleitungen verlegt. Heute werden sie wegen ihrer hohen statischen Belastbarkeit bevorzugt bei hohem Bodendruck (wie unter Straßen) eingesetzt.
 Früher wurden profilierte oder runde Dichtungsringe in die Muffen eingelegt. Bis in die 1960er Jahre wurde der an der Muffe verbliebene Ringspalt zusätzlich mit einer geteerten Hanfpackung verstopft, die zuletzt mit Zementmörtel verstrichen wurde. Heute haben die Spitzenden der Rohre meist angeformte Gummiringe, so dass die Spitzenden lediglich mit einem Gleitmittel versehen und mit leichtem Druck eingesteckt werden müssen.
- Betonrohre werden als Grundleitung im Erdreich eingesetzt und sind mit Bewehrung oder unarmiert erhältlich. Sie sind sehr schwer und in der Regel nur mit Hubgerät zu verlegen. Im Gegensatz zu allen anderen Rohren können sie in eine Bettung aus Kies 0/32 mm eingelegt werden oder erhalten eine Betonsohle.
 Verbindungstechnik: Muffen mit Gummidichtung (Dichtungsring).
- Glasrohre werden in Sonderfällen eingesetzt, wenn eine besondere chemische Beständigkeit gefordert ist.

## Ratten in Abwasserleitungen
Ratten können senkrecht in Fallrohren aufsteigen, wenn diese nach jahrelangem Gebrauch Verkrustungen aus Kalkablagerungen aufweisen. Moderne Rohre besitzen sehr glatte Innenwandungen.
Sofern die Rohre einen Innendurchmesser von weniger als 80 mm aufweisen, können sich die Tiere mit dem Rücken an der gegenüberliegenden Wandung abstützen, was ihnen den Aufstieg auch in bei leichter Verkrustung sowie in historischen Gussrohren mit rauerer Oberfläche ermöglicht. Manche Hersteller bieten Zwischenstücke mit konisch aufgeweitetem Durchmesser an, die dies verhindern sollen.
Um den Zugang von Ratten zur häuslichen Abwasserleitung zu verhindern, werden auch Klappen aus Edelstahl zum Einschieben in die Mündung des Rohrs im Kontrollschacht angeboten. Der Mechanismus ist gelegentlich zu kontrollieren und zu reinigen, um sicherzustellen, dass die Klappe dicht schließt.
Die Verwendung von flexiblen Verbindungsstücken aus Kautschuk oder aus Kunststoff mit gewellter Innenwandung sollte vermieden werden, da diese von Ratten durchbissen werden können.

## DIN-Normen und EN-Normen
Folgende Europäische Normen (EN) bzw. DIN-Normen stehen im Zusammenhang mit Entwässerungen:
- DIN EN 1610: Verlegung und Prüfung von Abwasserleitungen und -kanälen; Deutsche Fassung EN 1610:1997
- DIN EN 1610 – Beiblatt 1: Verlegung und Prüfung von Abwasserleitungen und -kanälen – Verzeichnis einschlägiger Normen und Richtlinien (Stand vom Februar 1997)

- DIN 1986-3, -4, -30 sowie -100: Entwässerungsanlagen für Gebäude und Grundstücke.
  - DIN 1986-3: Entwässerungsanlagen für Gebäude und Grundstücke – Teil 3: Regeln für Betrieb und Wartung
  - DIN 1986-4: Entwässerungsanlagen für Gebäude und Grundstücke – Teil 4: Verwendungsbereiche von Abwasserrohren und -formstücken verschiedener Werkstoffe
  - DIN 1986-30: Entwässerungsanlagen für Gebäude und Grundstücke – Teil 30: Instandhaltung
  - DIN 1986-100: Entwässerungsanlagen für Gebäude und Grundstücke – Teil 100: Zusätzliche Bestimmungen zu DIN EN 752 und DIN EN 12056

- EN 752: Entwässerungsanlagen außerhalb von Gebäuden
  - DIN EN 752-1: Entwässerungssysteme außerhalb von Gebäuden – Teil 1: Allgemeines und Definitionen; Deutsche Fassung EN 752-1:199
  - DIN EN 752-2: Entwässerungssysteme außerhalb von Gebäuden – Teil 2: Anforderungen; Deutsche Fassung EN 752-2:199
  - DIN EN 752-3: Entwässerungssysteme außerhalb von Gebäuden – Teil 3: Planung; Deutsche Fassung EN 752-3:1996
  - DIN EN 752-4: Entwässerungssysteme außerhalb von Gebäuden – Teil 4: Hydraulische Berechnung und Umweltschutzaspekte; Deutsche Fassung EN 752-4:1997
  - DIN EN 752-5: Entwässerungssysteme außerhalb von Gebäuden – Teil 5: Sanierung; Deutsche Fassung EN 752-5:1997
  - DIN EN 752-6: Entwässerungssysteme außerhalb von Gebäuden – Teil 6: Pumpanlagen; Deutsche Fassung EN 752-6:1998
  - DIN EN 752-7: Entwässerungssysteme außerhalb von Gebäuden – Teil 7: Betrieb und Unterhalt; Deutsche Fassung EN 752-7:1998

- EN 12056-1 bis -5: Schwerkraftentwässerungsanlagen innerhalb von Gebäuden:
  - DIN EN 12056-1: Schwerkraftentwässerungsanlagen innerhalb von Gebäuden – Teil 1: Allgemeine und Ausführungsanforderungen; Deutsche Fassung EN 12056-1:2000
  - DIN EN 12056-2: Schwerkraftentwässerungsanlagen innerhalb von Gebäuden – Teil 2: Schmutzwasseranlagen, Planung und Berechnung; Deutsche Fassung EN 12056-2:2000
  - DIN EN 12056-3: Schwerkraftentwässerungsanlagen innerhalb von Gebäuden – Teil 3: Dachentwässerung, Planung und Bemessung; Deutsche Fassung EN 12056-3:2000
  - DIN EN 12056-4: Schwerkraftentwässerungsanlagen innerhalb von Gebäuden – Teil 4: Abwasserhebeanlagen; Planung und Bemessung; Deutsche Fassung EN 12056-4:200
  - DIN EN 12056-5: Schwerkraftentwässerungsanlagen innerhalb von Gebäuden – Teil 5: Installation und Prüfung, Anleitung für Betrieb, Wartung und Gebrauch; Deutsche Fassung EN 12056-5:2000